# Miltochrista meander
Miltochrista meander là một loài bướm đêm thuộc phân họ Arctiinae, họ Erebidae.